# Ludwig von Westphalen
Johann Ludwig von Westphalen (* 11. Juli 1770 in Bornum am Elm, Landkreis Helmstedt, Fürstentum Braunschweig-Wolfenbüttel; † 3. März 1842 in Trier, Rheinland) war ein preußischer Regierungsrat und Mentor von Karl Marx.

## Familie
Er war der jüngste Sohn des Philipp Edler von Westphalen (1724–1792) und der Jane (Jean) Wishart of Pittarow (1742–1811). Durch seine Mutter war er mit der Familie der Argylls und mit Archibald Campbell, 1. Marquess of Argyll verwandt.
Westphalen heiratete in erster Ehe am 4. Juli 1798 in Meisdorf (Mansfelder Gebirgskreis, Provinz Sachsen) Elisabeth (Lisette) von Veltheim (* 22. Juni 1778 in Berlin; † 22. August 1807 in Blankenburg (Harz), Herzogtum Braunschweig), die Tochter des Karl Christian Septimus von Veltheim (1751–1796) und der Friederike Albertine von Pannwitz (1758–1789). Aus dieser Ehe gingen zwei Söhne und zwei Töchter hervor:
- Otto Wilhelm Henning Ferdinand  (1799–1876), preußischer Innenminister,
- Louise Friederike Ottolie Caroline (genannt Lisette) (* 5. Oktober 1800; † 1. August 1863) ⚭ 3. Juli 1823 Gebhard Adolph Friedrich von Krosigk (* 5. Februar 1799; † 3. März 1856)[1]
- Carl Hans Werner (* 22. Juli 1803; † 8. März 1840) (Landgerichtsrat)
- Anna Elisabeth Franziska (* 7. Mai 1807; † 16. April 1896).[2]

In zweiter Ehe heiratete er am 30. April 1812 in Salzwedel (Provinz Sachsen) Caroline Heubel (* 20. Juni 1779 in Salzwedel, Provinz Sachsen; † 23. Juli 1856 in Trier, Rheinland), die Tochter von Julius Heubel (1742–1818) und seiner Cousine Sophie, geborene Heubel (1744–1816). Aus dieser Ehe stammen die drei Kinder:
- Bertha Julie Jenny (1814–1881), die spätere Frau von Karl Marx (1818–1883)
- Helena Laura Cecilia Charlotte Friderike (* 16. März 1817; † 3. April 1821)
- Gerhard Oscar Ludwig Edgar (1819–1890).[3]

Er ist auch ein direkter Vorfahre der deutschen Politikerin Beatrix von Storch.

## Leben
Westphalen wurde in Braunschweig am Collegium Carolinum ausgebildet, dem Vorläufer der heutigen TU, studierte danach noch in Göttingen unter anderem bei Gustav Hugo, Friedrich Ludewig Bouterweck, August Ludwig von Schlözer, Johann Friedrich Blumenbach, Georg Christoph Lichtenberg, und Arnold Heeren. Er trat im Januar 1794 in den braunschweigischen Staatsdienst ein. Anfang 1798 siedelte er mit seiner Frau, nachdem das väterliche Erbe Gut Blücher verkauft war, nach Rondeshagen bei Ratzeburg über. 1802 tauschte er das Gut Rondeshagen mit einem Gut in Harmshagen bei Grevesmühlen. 1804 gab er die eigene landwirtschaftliche Betätigung auf und trat wieder in den braunschweigischen Staatsdienst. Das Gut Harmshagen wurde erst 1832 verkauft.
Mit der Gründung des napoleonischen Modellstaats Westphalen 1807 trat er in dessen Dienste in Halberstadt. In demselben Jahr starb seine Frau Lisette, erst 29 Jahre alt. Am 17. August 1809 wurde Ludwig zum Unterpräfekten von Salzwedel ernannt, wo er 1812 Caroline Heubel heiratete. Nachdem Salzwedel wieder unter preußischer Verwaltung stand, wurde Ludwig von Westphalen 1816 nach Trier versetzt. Hier lernte er auch seinen Freund Heinrich Marx kennen. Die Freundschaft der Väter übertrug sich auf die Kinder: Jenny und Edgar von Westphalen sowie Sophia und Karl Marx. Am 3. Dezember 1834 wurde er pensioniert und erhielt den Titel eines geheimen Regierungsrates. Er wurde mit dem roten Adlerorden 4. Klasse ausgezeichnet.
Ludwig von Westphalen wurde zum Mentor Karl Marx’. Seine Dissertation über „Die Differenz der demokritischen und epikureischen Naturphilosophie“ widmete dieser dem „theuern väterlichen Freunde“ […]  „der jeden Fortschritt der Zeit mit dem Enthusiasmus und der Besonnenheit der Wahrheit begrüßt“. Diese Widmung verdeutlicht die Bedeutung Westphalens für den jungen Marx, der sich häufig bewundernd über den verehrten späteren Schwiegervater geäußert hat. Er war auch 1842 am Sterbebett Ludwigs von Westphalen. Die Hochzeit von Karl und Jenny 1843 hat Ludwig nicht mehr erlebt.